# Fanjanteino Félix
Pour les articles homonymes, voir Félix et Rakotomalala.
Fanjanteino Félix (née Rakotomalala le 26 janvier 1980 à Antanimena, Madagascar) est une athlète française spécialiste des courses de demi-fond. Elle est licenciée au Golden Star (Martinique).

## Carrière sportive
Elle se révèle durant l'année 2008 en remportant les Championnats de France d'Angers. Elle établit la meilleure performance de sa carrière sur 800 m dès l'année suivante en signant le temps de 2 min 01 s 34 lors du meeting de Castres. Vainqueur des Championnats nationaux indoor 2010, elle est sélectionnée en équipe de France pour participer aux Championnats du monde en salle 2010.

### Palmarès

#### International
| Date | Compétition                       | Lieu      | Résultat | Epreuve |
| ---- | --------------------------------- | --------- | -------- | ------- |
| 2010 | Championnats d'Europe par équipes | Bergen    | 5e       | 800 m   |
| 2010 | Championnats d'Europe par équipes | Bergen    | 4e       | 1 500 m |
| 2010 | Championnats d'Europe             | Barcelone | 6e       | 1 500 m |

#### National
- Championnats de France d'athlétisme : 
  - vainqueur du 800 m en 2008, du 1 500 m en 2010. Championne de France du 1 500 m en salle en 2010.

### Records
| Épreuve             | Performance   | Lieu      | Date             |
| ------------------- | ------------- | --------- | ---------------- |
| 800 m (salle)       | 2 min 04 s 48 | Bordeaux  | 29 janvier 2011  |
| 800 m (extérieur)   | 2 min 00 s 18 | Milan     | 9 septembre 2010 |
| 1 500 m (salle)     | 4 min 08 s 76 | Stuttgart | 5 février 2011   |
| 1 500 m (extérieur) | 4 min 01 s 17 | Paris     | 16 juillet 2010  |